# Bringsang
Bringsang is een bestuurslaag in het regentschap Sumenep van de provincie Oost-Java, Indonesië. Bringsang telt 2500 inwoners (volkstelling 2010).